# Точная верхняя и нижняя границы
Точная верхняя граница множества {\displaystyle X}, точная верхняя грань множества {\displaystyle X}, мажоранта множества {\displaystyle X}, супремум множества {\displaystyle X} — обобщение понятия максимума множества {\displaystyle X}. Обычно обозначается как {\displaystyle \sup X} (читается супремум икс).
Точная нижняя граница множества {\displaystyle X}, точная нижняя грань множества {\displaystyle X}, миноранта множества {\displaystyle X}, инфинум множества {\displaystyle X} — обобщение понятия минимума множества {\displaystyle X}. Обычно обозначаются как {\displaystyle \inf X} (читается инфимум икс).

## Используемые определения
Мажоранта (или верхняя грань (граница)) числового множества {\displaystyle X} — такое число {\displaystyle a}, для которого верно следующее: {\displaystyle \forall x\in X\Rightarrow x\leqslant a}.
Миноранта (или нижняя грань (граница)) числового множества {\displaystyle X} — такое число {\displaystyle b}, для которого верно следующее: {\displaystyle \forall x\in X\Rightarrow x\geqslant b}.
Подобным образом вводятся аналогичные понятия и для подмножеств нечисловых частично упорядоченных множеств. Эти понятия будут использованы ниже.

## Определения
Точной верхней гранью (наименьшей верхней границей, супре́мумом (лат. supremum — самый высокий)) подмножества {\displaystyle X} частично упорядоченного множества (или класса) {\displaystyle M} называется такой наименьший элемент множества {\displaystyle M}, который равен или больше всех элементов множества {\displaystyle X}. Другими словами, супремум — наименьшая из верхних границ (верхняя грань). Обозначается {\displaystyle \sup X}.
Более формально:
{\displaystyle S_{X}=\{y\in M\mid \forall x\in X\!:x\leqslant y\}} — множество верхних граней {\displaystyle X}, то есть, таких элементов множества {\displaystyle M}, которые равны или больше элементов множества {\displaystyle X};
{\displaystyle s=\sup(X)\iff S_{X}\ni s\;|\;\forall y\in S_{X}\!:s\leqslant y}.
Точной нижней гранью (наибольшей нижней границей, и́нфимумом (лат. infimum — самый низкий)) подмножества {\displaystyle X} частично упорядоченного множества (или класса) {\displaystyle M} называется такой наибольший элемент множества {\displaystyle M}, который равен или меньше всех элементов множества {\displaystyle X}. Другими словами, инфимум — наибольшая из нижних границ (нижняя грань). Обозначается {\displaystyle \inf X}.

### Замечания
- В определении супремума множества {\displaystyle X} ({\displaystyle \sup X}) не говорится о том, принадлежит ли элемент, равный {\displaystyle \sup X}, множеству {\displaystyle X}.
- В определении инфинума множества {\displaystyle X} ({\displaystyle \inf X}) не говорится о том, принадлежит ли элемент, равный {\displaystyle \inf X}, множеству {\displaystyle X}.
- Если элемент {\displaystyle s}, {\displaystyle =\sup X}, {\displaystyle \in X}, то говорят, что {\displaystyle s} является максимумом множества {\displaystyle X} и пишут {\displaystyle s=\max X}.
- Если элемент {\displaystyle i}, {\displaystyle =\inf X}, {\displaystyle \in X}, то говорят, что {\displaystyle i} является минимумом множества {\displaystyle X} и пишут {\displaystyle i=\min X}.
- Приведённые определения ссылаются сами на себя — являются непредикативными. Ведь в каждом из них определяемое понятие является элементом множества, через которое оно определяется. Сторонники конструктивизма в математике выступают против использования подобных определений, в рамках своих теорий либо не допускают, либо различными методами устраняют элементы «порочного круга».
- При оценке неизвестных констант используют термины «оценка сверху» и «оценка снизу». При этом оценка сверху является нижней границей некоторого известного множества. А оценка снизу — верхней границей. Выражение «upper bound» может переводится с английского языка на русский и как «оценка сверху», и как «верхняя граница», что иногда приводит к путанице. Аналогична ситуация и с выражением «lower bound».

## Примеры
- Пусть {\displaystyle X} — множество, элементами которого являются такие рациональные числа, которые больше числа 5. Например, числа 5.1, 5.01, 5.001 принадлежат множеству {\displaystyle X}, так как больше числа 5. Но число 5 не принадлежит множеству {\displaystyle X}, так как не больше числа 5 (а равно числу 5). У множества {\displaystyle X} не существует минимума. Ведь какое бы число {\displaystyle x}, большее числа 5, не взять, между числом 5 и числом {\displaystyle x} всегда найдётся число, равное среднему арифметическому чисел 5 и {\displaystyle x}: {\displaystyle {\frac {\left(5+x\right)}{2}}}. Но у множества {\displaystyle X} существует инфимум. Инфинум множества {\displaystyle X} равен числу 5: {\displaystyle \inf {X}=5}. Инфимум не является минимумом. Ведь число 5 не принадлежит множеству {\displaystyle X}.
- Если же определить множество всех натуральных чисел, больших пяти, то у такого множества есть минимум, и он равен шести. Вообще говоря, у любого непустого подмножества множества натуральных чисел существует минимум.
- Для множества {\displaystyle S=\left\{{\frac {1}{k}}\mid k\in \mathbb {N} \right\}=\left\{1,\;{\frac {1}{2}},\;{\frac {1}{3}},\;\ldots \right\}}

{\displaystyle \sup S=1}; {\displaystyle \inf S=0}.
- Множество положительных рациональных чисел {\displaystyle \mathbb {Q} _{+}=\{x\in \mathbb {Q} \mid x>0\}} не имеет точной верхней грани в {\displaystyle \mathbb {Q} }, точная нижняя грань {\displaystyle \inf \mathbb {Q} _{+}=0}.
- Множество {\displaystyle X=\{x\in \mathbb {Q} \mid x^{2}<2\}} рациональных чисел, квадрат которых меньше двух, не имеет точных верхней и нижней граней в {\displaystyle \mathbb {Q} }, но если его рассматривать как подмножество множества действительных чисел, то

{\displaystyle \sup X={\sqrt {2}}} и {\displaystyle \inf X=-{\sqrt {2}}}.

## Теорема о гранях

### Формулировка
Непустое подмножество действительных чисел {\displaystyle A}, ограниченное сверху, имеет точную верхнюю грань; аналогичное {\displaystyle B}, ограниченное снизу, — точную нижнюю грань.
То есть существуют {\displaystyle {\bar {a}}} и {\displaystyle {\underline {b}}} такие, что:
{\displaystyle {\bar {a}}=\sup A:{\begin{cases}\forall a\in A\Rightarrow a\leqslant {\bar {a}},\\\forall {\bar {a}}'<{\bar {a}}\,\,\exists a\in A:a>{\bar {a}}';\end{cases}}\ \ \ \ (1)}
{\displaystyle {\underline {b}}=\inf B:{\begin{cases}\forall b\in B\Rightarrow b\geqslant {\underline {b}},\\\forall {\underline {b}}'>{\underline {b}}\,\,\exists b\in B:b<{\underline {b}}';\end{cases}}\ \ \ \ (2)}

### Доказательство
Для непустого множества {\displaystyle X}, ограниченного сверху. Для множества, ограниченного снизу, рассуждения проводятся аналогично.
Представим все числа {\displaystyle x\in X} в виде бесконечных десятичных дробей: {\displaystyle x={\overline {x_{0},x_{1}\dots x_{m}\dots }}}, где {\displaystyle x_{0}\in \mathbb {N} \cup \{0\};\;\forall i\in \mathbb {N} ,\,x_{i}} — цифра.
Множество {\displaystyle X_{0}=\{x_{0}\mid \forall {\overline {x_{0},x_{1}\ldots x_{m}\ldots }}\in X\}} непусто и ограниченно сверху по определению {\displaystyle X}. Так как {\displaystyle X_{0}\subset \mathbb {N} \cup \{0\}} и ограничено сверху, существует конечное число элементов {\displaystyle X_{0}}, больших некоторого {\displaystyle {\tilde {x}}_{0}\in X_{0}} (иначе бы из принципа индукции следовала неограниченность {\displaystyle X_{0}} сверху). Среди таких выберем {\displaystyle a_{0}=\max X_{0}}.
Множество {\displaystyle X_{1}=\{{\overline {a_{0},x_{1}}}\mid \forall {\overline {a_{0},x_{1}\ldots x_{m}\ldots }}\in X\}} непусто и состоит не более чем из десяти элементов, поэтому существует {\displaystyle a_{1}=\max X_{1}}.
Допустим, что для некоторого номера {\displaystyle m} построено десятичное число {\displaystyle {\overline {a_{0},a_{1}\dots a_{m}}}} такое, что {\displaystyle \exists x\in X:x={\overline {a_{0},a_{1}\ldots a_{m}\ldots }}}, причём {\displaystyle \forall x\in X:x={\overline {x_{0},x_{1}\ldots x_{m}\ldots }}\Rightarrow {\overline {x_{0},x_{1}\ldots x_{m}}}\leqslant {\overline {a_{0},a_{1}\ldots a_{m}}}} (десятичная запись всякого элемента исходного множества до {\displaystyle m}-го знака после запятой не превосходит {\displaystyle {\overline {a_{0},a_{1}\dots a_{m}}}}, причём существует хотя бы 1 элемент, десятичная запись которого начинается с {\displaystyle a_{0},a_{1}\dots a_{m}}).
Обозначим {\displaystyle X_{m+1}=\{{\overline {a_{0},\ldots a_{m+1}}}\mid \forall {\overline {a_{0},\ldots a_{m+1}\ldots }}\in X\}} (множество из элементов {\displaystyle X}, начинающихся в десятичной записи с {\displaystyle a_{0},a_{1}\dots a_{m}a_{m+1}}). По определению числа {\displaystyle {\overline {a_{0},a_{1}\ldots a_{m}}}}, множество {\displaystyle X_{m+1}} непусто. Оно конечно, поэтому существует число {\displaystyle {\overline {a_{0},a_{1}\dots a_{m}a_{m+1}}}=\max X_{m+1}}, обладающее теми же свойствами, что и {\displaystyle a_{m}}.
Таким образом, согласно принципу индукции, для любого {\displaystyle n} оказывается определённой цифра {\displaystyle a_{n}} и поэтому однозначно определяется бесконечная десятичная дробь
{\displaystyle a\equiv {\overline {a_{0},a_{1}\ldots a_{n}\ldots }}\in \mathbb {R} }.
Возьмем произвольное число {\displaystyle x\in X,x={\overline {x_{0},x_{1}\dots x_{n}\dots }}}. По построению числа {\displaystyle a}, для любого номера {\displaystyle n} выполняется {\displaystyle {\overline {x_{0},x_{1}\dots x_{n}}}\leqslant {\overline {a_{0},a_{1}\dots a_{n}}}} и поэтому {\displaystyle x\leqslant a}. Поскольку рассуждение выполнено {\displaystyle \forall x\in X}, то {\displaystyle a=\sup X}, причём вторая строка определения оказывается выполненной из построения {\displaystyle a}.
Выберем {\displaystyle a'<a}. Нетрудно видеть, что хотя бы одна цифра в десятичной записи {\displaystyle a'} меньше соответствующей в записи {\displaystyle a}. Рассмотрим полученное {\displaystyle X_{i}} по первому номеру такой цифры. Поскольку оно не пусто, {\displaystyle \exists x\in X_{i}\subset X:x>a'}.

### Доказательство, использующее принцип полноты
Для непустого множества {\displaystyle X}, ограниченного сверху, рассмотрим {\displaystyle {\overline {X}}} — непустое множество верхних граней {\displaystyle X}. По определению, {\displaystyle {\overline {x}}\geqslant x,\forall x\in X,\forall {\overline {x}}\in {\overline {X}}} (множество {\displaystyle X} лежит левее {\displaystyle {\overline {X}}}). Согласно непрерывности, {\displaystyle \exists c\in \mathbb {R} :\forall x\in X\leqslant c\leqslant \forall {\overline {x}}\in {\overline {X}}}. По определению {\displaystyle {\overline {X}}}, в любом случае {\displaystyle c\in {\overline {X}}} (иначе {\displaystyle {\overline {X}}} — не множество верхних граней, а лишь какое-то его подмножество). Так как {\displaystyle c} является наименьшим элементом {\displaystyle {\overline {X}}}, то {\displaystyle c=\sup X}.
Проверим вторую строку определения. Выберем {\displaystyle c'<c}. Пусть {\displaystyle \not \exists x\in X:x>c'}, тогда {\displaystyle \forall x\in X:x\leqslant c'}, а это значит, что {\displaystyle c'\in {\overline {X}}}, но {\displaystyle c'<c}, а {\displaystyle c} — наименьший элемент {\displaystyle {\overline {X}}}. Противоречие, значит {\displaystyle \exists x\in X:x>c'}. Вообще говоря, рассуждение верно {\displaystyle \forall c'}.
Для множества, ограниченного снизу, рассуждения аналогичны.

## Свойства
- По теореме о гранях для любого ограниченного сверху подмножества {\displaystyle \mathbb {R} } существует {\displaystyle \sup }.
- По теореме о гранях для любого ограниченного снизу подмножества {\displaystyle \mathbb {R} } существует {\displaystyle \inf }.
- Вещественное число {\displaystyle s} является {\displaystyle \sup X} тогда и только тогда, когда:

{\displaystyle s} есть верхняя грань {\displaystyle X}, то есть для всех элементов {\displaystyle x\in X}, {\displaystyle x\leqslant s};
для любого {\displaystyle \varepsilon >0} найдётся {\displaystyle x\in X}, такой, что {\displaystyle x+\varepsilon >s} (то есть к {\displaystyle s} можно сколь угодно «близко подобраться» из множества {\displaystyle X}, а при {\displaystyle s\in X} очевидно, что {\displaystyle s+\varepsilon >s}).
- Утверждение, аналогичное последнему, верно и для точной нижней грани.

## Вариации и обобщения
- Существенный супремум